# Anna Laminit

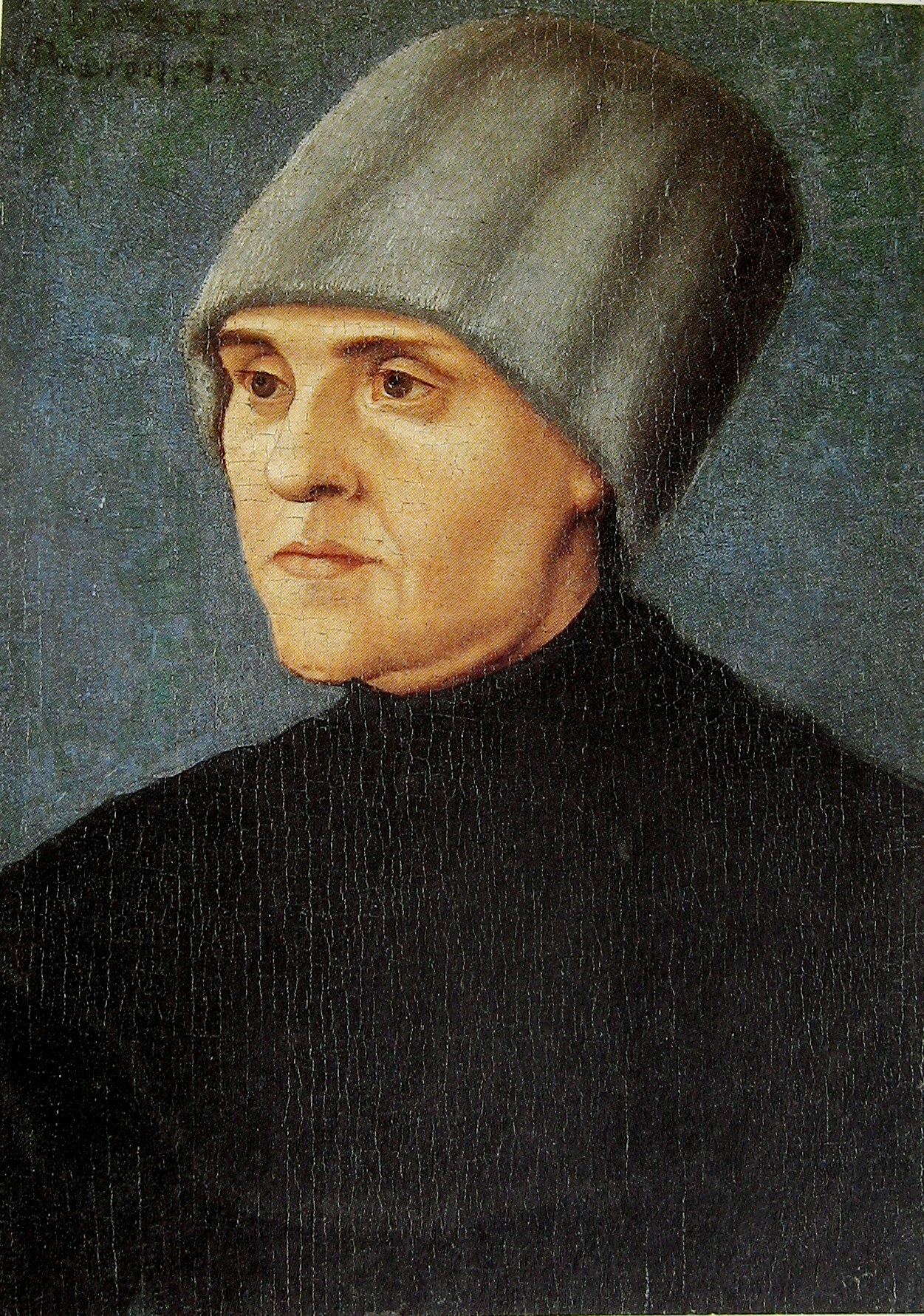
Gemälde Anna Laminits von Hans Burgkmair um 1502

Anna Laminit (* um 1480 in Augsburg; † 4. Mai 1518 in Freiburg im Üechtland) war eine schillernde Persönlichkeit des ausgehenden Mittelalters, die wegen ihres angeblichen Hungermartyriums, des Auftretens als falsche Heilige Anna, ihrer Kontakte zu namhaften Persönlichkeiten der damaligen Zeit, vielfacher Betrügereien sowie ihres tragischen Endes in die Geschichtsschreibung eingegangen ist.

## Lebenslauf und Wirken

### Herkunft und Entwicklung
Einer Augsburger Handwerkerfamilie entstammend wurde sie bereits als Jugendliche wegen eines lockeren Lebenswandels auffällig, von Kubelns (Anm.: Kuppelei) und anderer Buebereyen wegen an den Pranger gestellt und mit Ruten aus der Stadt getrieben.
Wohl aufgrund früherer Gefälligkeiten und Verbindungen konnte sie 1497 nach Augsburg zurückkehren und trat als Begine in ein Seelhaus, ein Haus für arme ehrbare Frauenpersonen, in der dortigen St. Anna-Straße ein. Als Gegenleistung für freie Kost und Logis wurden der Besuch der Gottesdienste für die Stifter, deren Grabpflege und das Verteilen von Almosen erwartet. Dort erlag sie wohl dem besonderen Flair von Frömmigkeit und Heiligenverehrung ihres Umfeldes. Bald zelebrierte Anna Laminit auffallend das Leben einer Begine von charismatischer Frömmigkeit. Sie trug ausschließlich schwarz, hatte göttliche Offenbarungen und Visionen von Engeln, insbesondere von der Heiligen Anna.

### Hungermärtyrerin und Wunderheilige

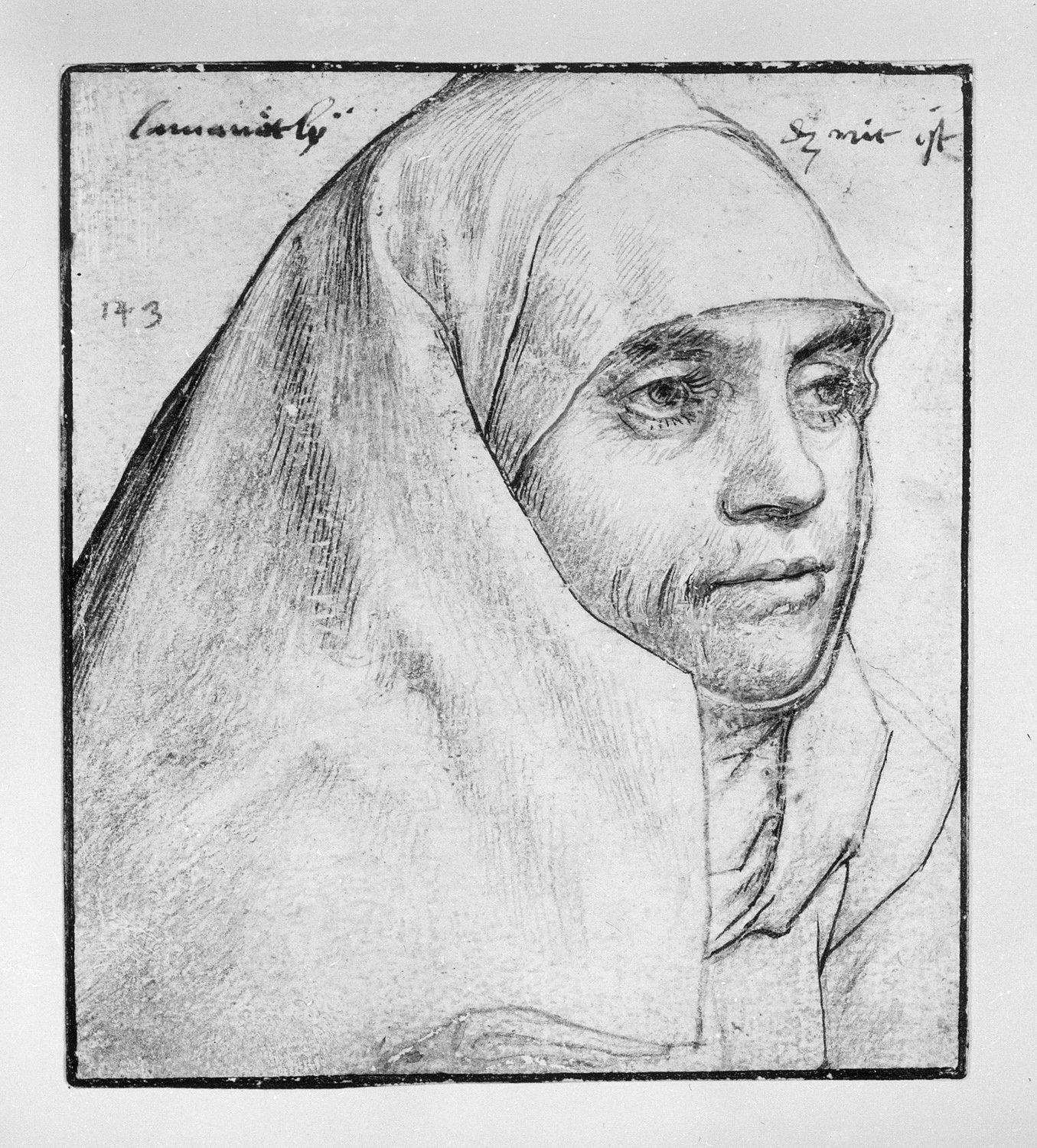
Zeichnung Anna Laminits von Hans Holbein dem Älteren um 1511

Um diese Zeit wurde sie – möglicherweise beeinflusst vom Vorbild des Niklaus von Flüe – zur Hungermärtyrerin. Sie gab an, keinerlei Nahrung zu sich nehmen und seit 14 Jahren keine Ausscheidungen gehabt zu haben. Neben charismatischen Offenbarungen und Heilwundern stand ab 1498 ihre absolute Nahrungslosigkeit im Vordergrund und begründete ihren Ruf als lebende Heilige.
Dieser Ruf verbreitete sich rasch. Menschen aus nah und fern suchten bei ihr Rat und Hilfe.
So zählte neben anderen hochgestellten Persönlichkeiten auch Kaiser Maximilian I. und seine zweite Gattin Bianca Maria Sforza zu ihren Bewunderern. Ihr Einfluss war so groß, dass letztere eine groß angelegte Bittprozession durch den gesamten Augsburger Klerus und alle Mönche und Nonnen der Stadt veranstalten ließ. Glanzpunkt dieses Umzugs vom 7. Juni 1503 war die Königin selbst mit ihrem Gefolge, alle barfuß, in schwarzem Bußgewand und mit brennenden Kerzen in den Händen. Selbst Martin Luther suchte Anna auf seiner Rückreise von Rom im Jahr 1511 auf.
Segen und Gebete ließ sich Anna reich belohnen und hatte bald ein beträchtliches Vermögen angehäuft, das gegen Zins auch verliehen wurde. Von den ihr gegebenen Spenden für die Armen und Kranken behielt sie haimlich ain gutten tail.
Nach den Überlieferungen hatte Anna eine Beziehung zum reichen Augsburger Kaufmann Anton Welser, der ein Sohn entspross. Hierfür zahlte Welser jährlich 30 Gulden Unterhalt, nicht wissend, dass dieses Kind längst verstorben war. Der Betrug kam erst heraus, als Welser seinen Sohn dann im Jahr 1518 in Augsburg zur Schule schicken wollte und Anna stattdessen ihren Stiefsohn aus ihrer Verbindung mit dem Witwer Hans Bachmann entsandte. Auch weitere sexuelle Beziehungen zum Pfarrer vom Heiligen Kreuz und ihrem Beichtvater wurden ruchbar. So wurden allmählich Zweifel an Annas Heiligkeit wach.

### Entlarvung und Ende
Überführt worden war sie bereits von Herzogin Kunigunde von Österreich (1465–1520), der Schwester von Maximilian I. Diese, selbst sehr gläubig, aber skeptisch gegenüber Annas Künsten, hatte die falsche Heilige 1512 ins Püttrichkloster nach München eingeladen und mit Zeugen heimlich hinsichtlich ihrer Nahrungslosigkeit beobachtet. Durch eine Öffnung im Gästezimmer war zu sehen, wie die Hungermärtyrerin Speisen zu sich nahm. Damit und mit ihren durch das Fenster entsorgten Exkrementen konfrontiert wurde sie gezwungen, vor dem gesamten Konvent zu essen und zu trinken. Mit der Aufforderung sich zu bessern, wurde Anna entlassen.
Nachdem sie aber nach Augsburg zurückgekehrt fortfuhr, die Hungermärtyrerin zu spielen, wurde sie auf Kunigundes Veranlassung 1514 erneut der Stadt verwiesen. Wieder ließ man Gnade walten, sie behielt ihr Vermögen, und auf einem Wagen der Welser konnte Anna die Stadt verlassen.
Nach Zwischenstation bei den Grauen Schwestern in Kempten, wo sie weiterhin als Hungermärtyrerin auftrat, was aber bald als Schwindel erkannt wurde, ging sie nach Kaufbeuren. Hier lernte sie den verwitweten Armbrustmacher Hans Bachmann kennen, mit dem sie nach Freiburg im Üechtland/Schweiz zog und ihn am 24. November 1514 heiratete.
Die vorgespiegelte Nahrungslosigkeit war nur ein Teil ihrer betrügerischen Machenschaften. Wegen Kindsunterschiebung und Alimentenbetrug zuungunsten ihres ehemaligen Liebhabers Anton Welser wurde sie schließlich in Freiburg (Fribourg) verhaftet und angeklagt. Auch ihre früheren Betrügereien wurden aufgerollt und von der Angeklagten im Verlauf dreier Verhöre offenbar ohne Folter zugegeben. Der für solche Delikte vorgesehene Tod durch Verbrennung wurde als Gnadenerweis in Ertränken geändert. Das Gericht wies an, dass der Scharfrichter Anna in einen Sack stecken und so lange unter Wasser halten solle, bis die Seele aus ihrem Körper entweiche (Säcken). Die Hinrichtung durch Ertränken wurde am 5. Mai 1518 an der Saane vollzogen.
Auch ihr Ehemann verfiel dem Todesurteil. Wie die Überlieferung berichtet ...sein sie baide Ihres verhaltens halber der Mann gehenckh das weib ertrenckh worden.

## Zeitgenössische Einschätzungen
In Anna Laminits Heimatstadt Augsburg sorgte der Stadtschreiber und Schwiegersohn Anton Welsers Konrad Peutinger dafür, dass ihre Geständnisse nicht verbreitet wurden. Dies hätte dem Ansehen der Stadt, der Welser und seinem eigenen zum Schaden gereicht.
Johannes Aventinus, der namhafte Chronist und Historiker, kommentierte später: „Nicht nur das dumme Volk, der ungebildete Pöbel, glaubte dies, sondern auch unsere heiligmäßigen Gelehrten, die neuen Theologieprofessoren...“ vertrauten dieser falschen Heiligen Anna. Möglicherweise bezog sich das auch auf den mit ihm bekannten Martin Luther.
Wenn Luther im Rückblick seine Romreise von 1510/11 als eine „Kette von getäuschten Erwartungen“ sieht, gehört wohl auch der Besuch bei Anna Laminit dazu. Seine Begegnung mit ihr gab er in einem seiner Tischgespräche 1540 – da weiß er ihren Namen schon nicht mehr – zum Besten: Als er im Jahre 1511 auf der Rückreise durch Augsburg kam, sei dort eine „Hure“ gewesen, genannt Jungfrau Ursel, die hätte vorgegeben, dass sie weder esse noch trinke oder andere leibliche Bedürfnisse hätte. „Aber es war mit ihr lauter Bescheißerei“, so Luthers abschließender Kommentar. Die früher von ihm gehuldigte Anna bezeichnete er nun als ludibria diaboli (Teufelsbetrug).